# Brevipalpus psephoides
Brevipalpus psephoides är en spindeldjursart som beskrevs av Pritchard och Baker 1952. Brevipalpus psephoides ingår i släktet Brevipalpus och familjen Tenuipalpidae. Inga underarter finns listade.